# Honey Camp Lagoon
Honey Camp Lagoon (spanisch Laguna de On) ist ein See im Orange Walk District in Belize. Auf seinen Inseln wurden zahlreiche archäologische Funde gemacht.

## Geographie
Der See ist ca. 14,5 km entfernt von Orange Walk Town. Er liegt im Tiefland von Belize, in einem Gebiet, welches aufgrund von Verkarstung von zahlreichen kleinen Seen und Tümpeln geprägt ist, und dass sich nach Norden bis in den Corozal District erstreckt. Am Südende des Sees liegt die kleine Siedlung Honey Camp.
Ein weiteres namhaftes Feuchtgebiet, westlich des Sees, ist Doubloon Bank Savannah mit der Doubloon Bank Lagoon und der Button Lagoon nördlich des Sees. Das Gebiet in der Umgebung des Sees ist größtenteils in privater Hand und nur wenig verbaut. Das Wasser ist klar und erreicht eine Tiefe von ca. 9 m. Der Grund besteht aus Kalkstein-Schlamm.
Der See ist sehr unregelmäßig geformt mit mehreren Halbinseln und Buchten, wobei die Hauptfläche grob oval ist und sich von Südwesten nach Nordosten erstreckt. Im Nordwesten zieht sich eine Bucht nach Nordwesten. In der Nordostecke befindet sich eine größere Halbinsel, der zwei der Inseln vorgelagert sind. Diese Halbinsel weist Bebauung auf; eine Straße verläuft durchgängig um den See und Abflusswege gibt es oberflächlich vor allem nach Südwesten zur Dubloon Bank Savannah.

## Geschichte
Auf den Inseln im See und in der Umgebung gab es Ansiedlungen der Maya in der Postklassischen Periode (A.D. 900–1500). Auf der größten Insel im See haben Archäologen eine Art Tempel ausgegraben, der Rückschlüsse auf die Gebräuche der Maya in Bezug auf Ahnenverehrung und Regengötter zulassen.

### Forschungen
Erste Grabungen wurden bereits 1926 von Thomas Gann vorgenommen, der „Keramikbildnisse“ im „pavement“ auf der großen Insel entdeckte. In den 1950ern kamen Clement Meighan und James Bennyhoff, die Stein-Artefakte sammelten. 1980 folgten Thomas Kelly und John Masson, sowie ab 1996 Marilyn Masson und andere.